# John T. Hunter
John T. Hunter ( n. 1967 ) es un botánico australiano. Estudió botánica en la Universidad de Sídney.

## Algunas publicaciones

### Libros
- chris Nadolny, john t. Hunter, wendy Hawes. 2010. Native grassy vegetation in the Border Rivers-Gwydir Catchment: diversity, distribution, use and management. Editor DECCW, 65 pp. ISBN 1742328970

- john t. Hunter. 2000. Vegetation and floristics of Mt Canobolas State Recreation Area: a report to the New South Wales National Parks and Wildlife Service. Ed. J. A. Hunter Pty Ltd. 173 pp.

- La abreviatura «J.T.Hunter» se emplea para indicar a John T. Hunter como autoridad en la descripción y clasificación científica de los vegetales.[1]